# Tukums (novads)
Tukums est un novads de Lettonie, situé dans la région de Zemgale.

## Historique
Cette unité administrative fut créée en 2009 par la fusion de la ville de Tukums et de dix paroisses de l'ancien district de Tukums. Le 1er juillet 2021, une nouvelle organisation territoriale de la Lettonie fut entreprise. Dans le cadre de cette réforme, on y a ajouté les novads de Jaunpils d'Engure et de Kandava. 

## Population
En 2009, sa population est de 33 608 habitants.

## Nature
Sur le territoire du novads se trouve le Parc national de Ķemeri.
Les cours d'eau de la partie orientale de la région de Tukums appartiennent au bassin de Lielupe, ceux de la partie occidentale appartiennent au bassin du golfe de Riga et ceux des territoires centraux et occidentaux appartiennent au bassin de Venta. Les plus grands cours d'eau du comté de Tukums sont l'Abava, la Vašleja, la Lāčupīte et le Slocene.